# Leeds Tykes
Leeds Tykes è un club britannico professionistico di rugby a 15 di Leeds, che attualmente milita nel campionato inglese di seconda divisione, la RFU Championship.
Fondato nel 1991 come Leeds R.U.F.C. dalla fusione di due squadre cittadine, l'Headingley F.C. (1878) e il Roundhay R.U.F.C. (1924), passò attraverso diversi cambi di nominativo prima di assumere quella più recente nel 2014.

Logo dello Yorkshire Carnegie

## Palmarès
- Coppe Anglo-Gallesi: 1
2004-05